# Bando Bonnot

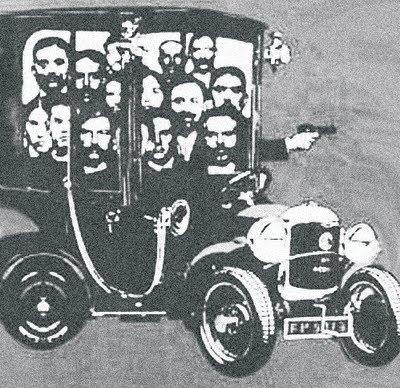
Caricatura do Bando Bonnot publicada no jornal Le Figaro

Bando Bonnot, também conhecido como Bando de Bonnot e Gangue Bonnot, foi uma organização anarquista ilegalista que atuou em uma série de ações criminosas (assaltos e fraudes) contra as elites francesas nos anos de 1911 à 1913.

## Atividades do bando

### Prisão de Victor e Rirette
Aproximadamente uma semana depois do assalto à Société Générale, Garnier e Callemin encontram refúgio por alguns dias na casa de Victor Serge e sua amante Rirette Maitrejean. Apesar de não aprovar os métodos do bando, o casal recebe-os por hospitalidade e solidariedade. Pouco depois de Garnier e Callemín terem deixado a casa, a polícia sempre pronta para incriminar anarquistas conhecidos, faz uma batida na casa de Serge. O casal é preso. A acusação oficial é que possuíam armas que teriam supostamente sido encontradas em um pacote deixado por um amigo anarquista. A imprensa apresenta Victor Serge como a mente criminosa por trás da atuação do bando, estipulando que sem ele, a captura do bando seria iminente. O sucesso conseguiu o efeito contrário: jovens anarquistas como René Valet e André Soudy, indignados com a prisão, aderem ao grupo ilegalista

## O fim do bando

### O assassinato do Vice-Chefe Jouin
Depois do assalto de Chantily, a polícia vai progressivamente colocando um fim às atividades do bando. Em 30 de Março, Soudy é detido. Em 4 de Abril é a vez de Carouy. Em 7 de Abril os policiais capturam Callemin, um resultado importante, uma vez que este é um dos protagonistas dos crimes junto a Garnier e Bonnot. Em 24 de Abril, Monnier é igualmente capturado.[carece de fontes?]
Em 24 de abril de 1912, Louis Jouin, o Vice-Chefe da Polícia Nacional Francesa (Sûrete Nationale) e, principal encarregado do caso, juntamente com outros agentes faz uma batida em Ivry-sur-Seine, o apartamento de um anarquista simpatizante do bando. Ao entrar Jouin é surpreendido por Bonnot que de imediato atira contra ele, matando-o e começando uma troca de tiros com outro agente que acaba por lhe acertar.
Mesmo ferido, Bonnot consegue fugir pelos telhados, enquanto os policiais tentam socorrer em vão seu superior. Uma parte dos cem mil francos de recompensa pela captura de Bonnot seria mais tarde destinada à viúva de Jouin.
Ferido, Bonnot vai à casa de um farmacêutico em busca de assistência médica. Diz ao farmacêutico que caiu de uma escada de mão mas este relaciona os ferimentos com os acontecidos de Ivry e logo após a saída de Bonnot avisa às autoridades. A polícia pode assim ter uma ideia aproximada de onde se encontra Bonnot e passa a procurar minuciosamente pela região.

### O cerco à Valet e Garnier

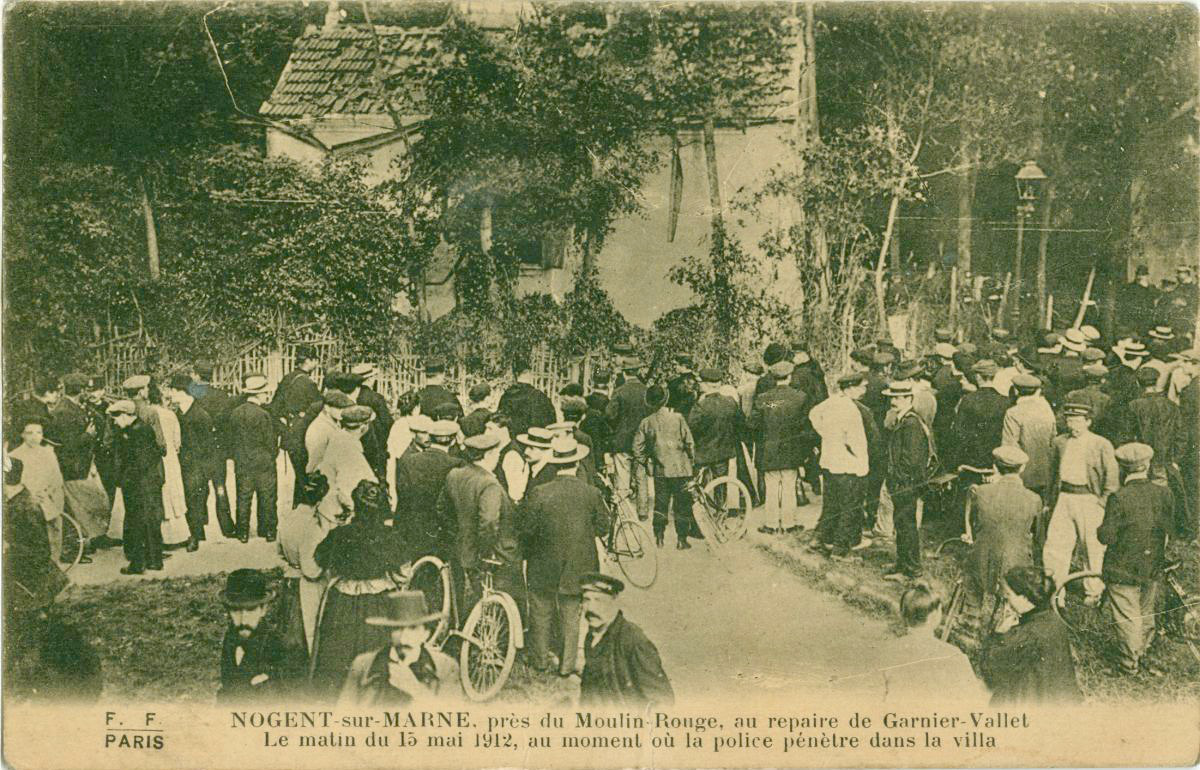
Cartão-postal francês mostra a multidão de curiosos acompanhando o cerco policial a Valet e Garnier.

Com a morte de Bonnot, os únicos membros do bando ainda em liberdade são Valet e Garnier, este último considerado autor da maior parte das mortes.  Após identificar uma jovem mulher com a qual Garnier se envolvera finalmente a polícia consegue encontrar o esconderijo dos dois no dia 15 de maio: uma casa rústica localizada na região de Nogent-sur-Marne.[carece de fontes?]
Com a intenção de evitar uma repetição do cerco a Bonnot, é armada secretamente uma operação de invasão através da qual os policiais esperam conseguir uma prisão fácil. No entanto, ao se aproximarem da casa com escudos de metais são surpreendidos pelos latidos de dois cachorros, que são seguidos por tiros de pistolas em sua direção. Com os dois entrincheirados no interior da casa, outro longo cerco semelhante ao de Choisy teve início.

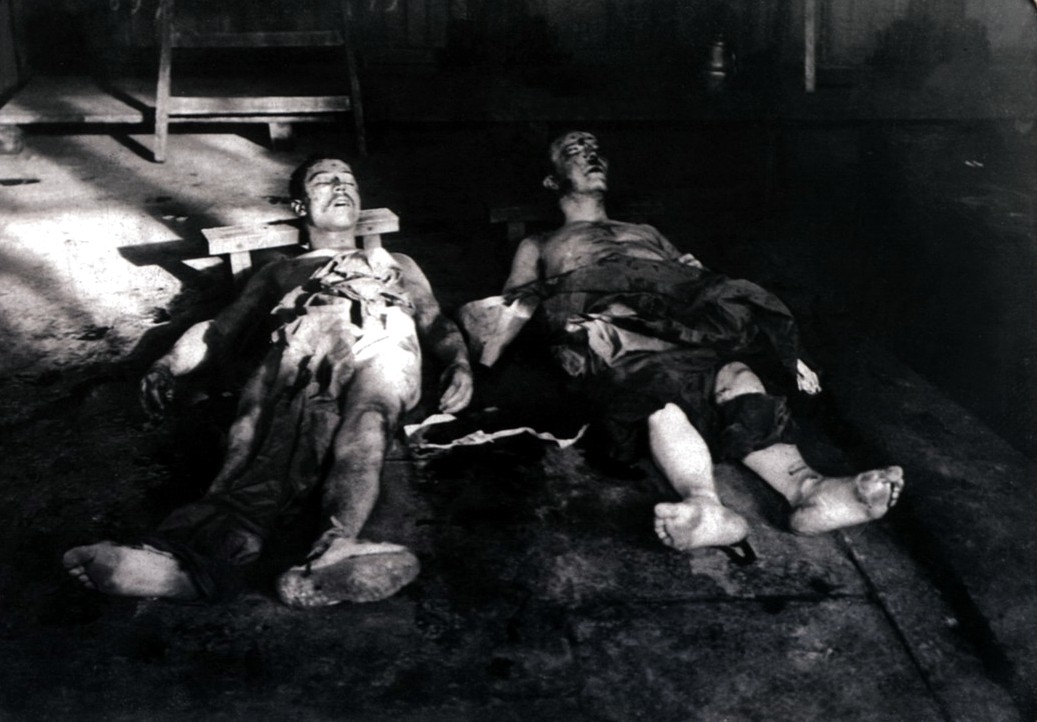
Os corpos de Valet e Garnier cravejados de balas, exibidos pela polícia aos jornalistas ao final do cerco.

Novamente centenas de Zouaves, agentes de polícia e fuzileiros se deslocam para o local sendo recepcionados por uma salva de palmas de centenas de curiosos já presentes para o espetáculo. Armas pesadas como metralhadoras giratórias são transportadas para o local dando à operação um caráter de ação de guerra.[carece de fontes?]
Depois de mais de nove horas, Valet e Garnier mantêm a distância um verdadeiro exército de forças repressoras. Novamente dinamite é empregada contra os anarquistas, fazendo o teto da casa voar pelos ares sem, no entanto, resolver a contenda. Em torno da meia noite dezenas de milhares de civis fazem vigília para acompanhar a operação. Garnier e Valet enfurecem as autoridades, matando mais um inspetor de polícia atirando de dentro da casa. Até mesmo o ministro do Interior se desloca para o local para acompanhar o comando das operações.
Prevendo o fim da munição Valet e Garnier decidem se suicidar. Finalmente um regimento de Dragões consegue invadir a casa, encontrando os corpos dos dois anarquistas entre escombros. Os agentes precisam mais uma vez esforçar-se para recuperar os corpos diante da multidão que deseja fazê-los em pedaços.

### O julgamento dos sobreviventes
O julgamento dos sobreviventes do Bando de Bonnot teve início em 2 de Fevereiro de 1913, no Tribunal de Sena de Paris. Os principais acusados foram Callemin, Carouy, Metge, Soudy, Monnier, Dieudonné, Victor Serge, acompanhados de outras pessoas, à época, acusadas de terem auxiliado o bando em diferentes maneiras.
Sendo o principal membro vivo do bando, Callemin utiliza o tribunal como um espaço para expressar a sua revolta. Nega os feitos pelos quais é acusado, mas de uma tal maneira que não deixa a menor dúvida sobre a sua culpabilidade. Julgados sobretudo pelo duplo assassinato em Thiais, Carouy e Metge negam qualquer envolvimento, no entanto as digitais deixadas no local não deixam dúvida de sua culpa. Monnier e Soudy são acusados de terem participação no golpe de Chantilly e todas as testemunhas os reconhecem formalmente. Apresentado desde o início do processo como o cérebro por trás do bando, Victor Serge nega energicamente qualquer participação, mostrando que em momento algum fora beneficiado pelos roubos.

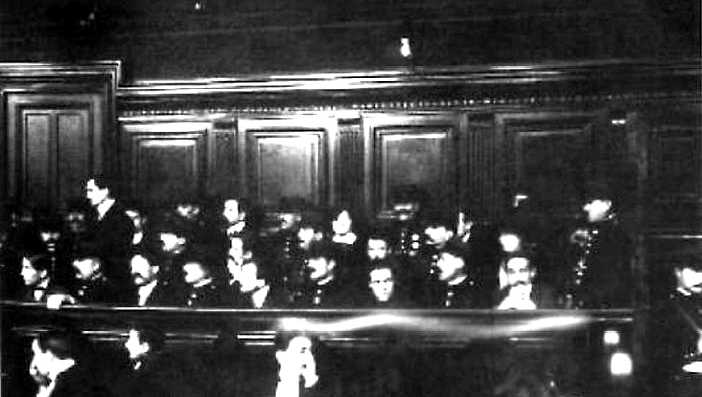
Fotografia do julgamento dos membros sobreviventes em Fevereiro de 1913

O único acusado cuja culpabilidade é duvidosa é Deieudonné, acusado de participar do assalto da Rue Ordener. Antes de morrerem, tanto Bonnot quanto Garnier haviam feito grandes esforços com a intenção de afirmar sua inocência. Dieudonné também dispõe de uma série de evidências de que estava em Nancy no momento do assalto. Contra ele são apresentados os testemunhos de várias pessoas, entre elas, o do cobrador assaltado pelo bando na ocasião
Vinte e cinco dias depois, o julgamento dos sobreviventes do Bando Bonnot chega ao seu fim. O veredito é anunciado: Callemin, Monnier, Soudy e Dieudonné são condenados à morte; Carouy e Metge são condenados a trabalhos forçados perpétuos. Victor Serge que é condenado a 5 anos de prisão, consegue se livrar da acusação de ser o cabeça do bando, mas é condenado pelos revólveres que supostamente foram achados em sua casa durante a batida policial.
Outros envolvidos são condenados a penas menores. Jean De Boé é condenado a dez anos de trabalhos forçados, Raymond Gauzy é condenado a um ano e seis meses na prisão, Louis Rimbault é condenado a prisão, mas fingindo ser um doente mental, acaba sendo liberado. Rirette Maitrejean também é liberada.
Após o anúncio do veredito, Callemin toma a palavra. Apesar de ter negado sua participação no golpe da Rue Ordener durante o julgamento, após a sua condenação, assume a responsabilidade afirmando a inocência de Dieudonné. Esta declaração vai ser utilizada pelo advogado de Dieudonné para apresentar um recurso ao Presidente Raymond Poincaré. Este modifica a pena de Dieudonné para trabalhos forçados perpétuos.

### Prisões e execuções

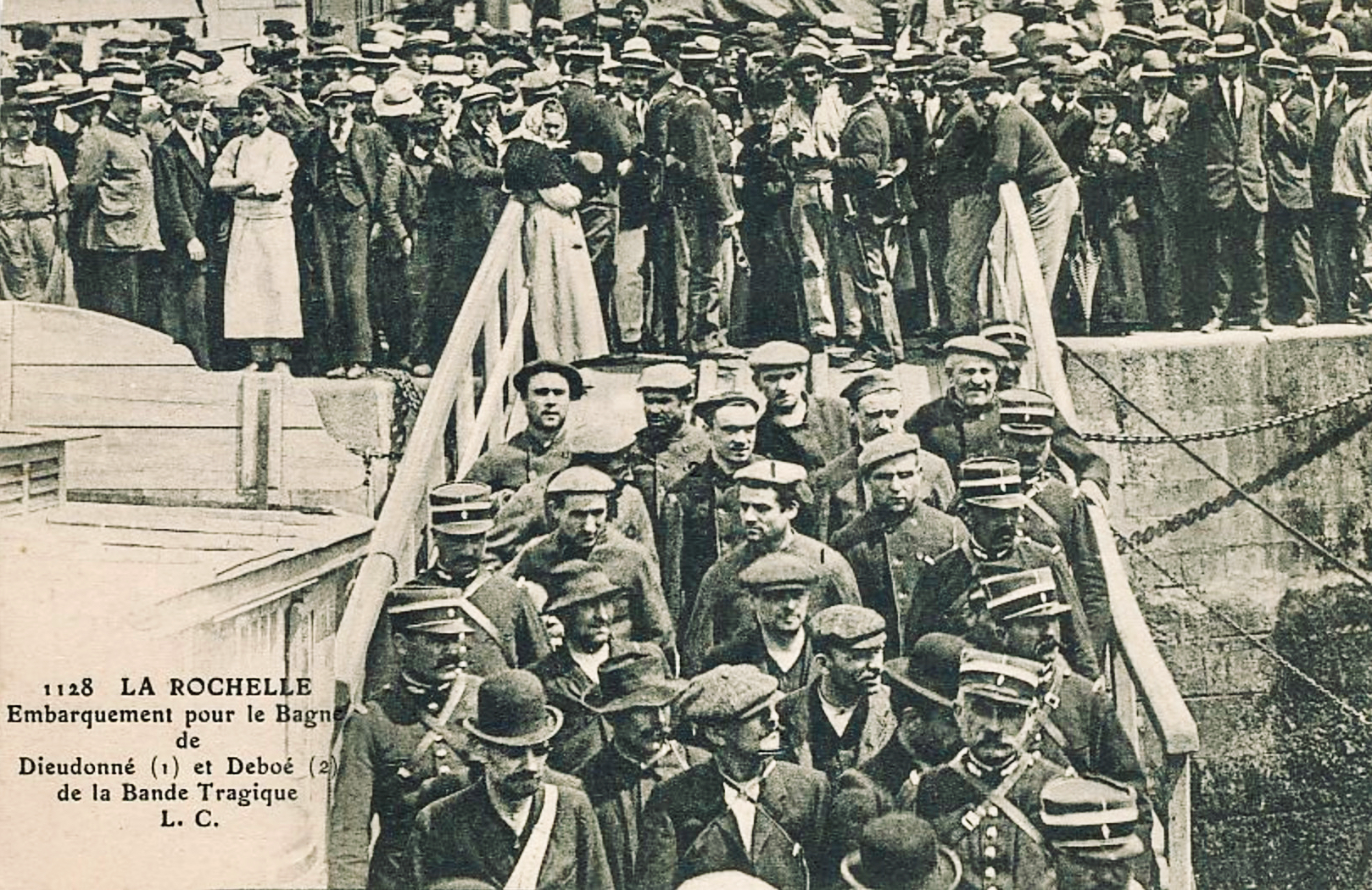
Dieudonné e De Boé são enviados do porto de La Rochelle para as prisões da Guiana Francesa.

Os três condenados à pena capital - Raymond Callemin, Antoine Monier e André Soudy são guilhotinados no dia 21 de Abril de 1913 na Prisão da Santé de Paris. Por sua vez Edouard Carouy comete suicídio envenenando a si mesmo em sua cela, no dia 28 de Abril.
Paul Metge é mandado para a prisão da ilha de San-Joseph (Île Saint-Joseph) na Guiana Francesa para cumprir pena. Com o tempo torna-se o cozinheiro do diretor da prisão, mostrando-se um preso exemplar e despertando a ira de outros ilegalistas presos, entre estes Jacob Law. Em 1931 sua pena é revogada e ele é finalmente solto. Em liberdade exerce seus talentos culinários como chef cozinheiro de um restaurante em Cayenne, vindo a morrer depois de uma febre em 1933.
Eugène Dieudonné e  Jean De Boé são enviados ainda em 1913 para a prisão da ilha de Salu, também na Guiana Francesa. Em 1926, depois de duas tentativas de fuga frustradas, Dieudonné finalmente consegue escapar para o Brasil em uma balsa feita de troncos de palmeiras.  Ao chegar lá, passa a contar com apoiadores que o auxiliam em seu retorno à França alguns anos depois. Em 1944, aos oitenta anos, Dieudonné morre em Paris.

## Membros do bando Bonnot
- André Soudy
- Antoine Monier
- Edouard Carouy
- Eugène Dieudonné
- Jean De Boé
- Jules Bonnot
- Jules Dubois
- Louis Rimbault
- Octave Garnier
- Paul Metge
- René Valet
- Raymond Callemin
- Raymond Gauzy

## Supostos apoiadores
- Rirette Maitrejean
- Victor Serge (intelectual apontado como a mente por trás do bando, não existem evidências concretas de sua participação)

## Filmografia
- «Episódio da TV Val-de-Marne "Histórias de Marne" dedicado ao Bando Bonnot» (em francês)
- «Documentário  Choisy Le Roi - 28 de Abril de 1912» (em francês)
- O Bando Bonnot (1969) (em francês)